# Piabucina unitaeniata
Piabucina unitaeniata är en fiskart som beskrevs av Günther, 1864. Piabucina unitaeniata ingår i släktet Piabucina och familjen Lebiasinidae. Inga underarter finns listade i Catalogue of Life.